# Тетющине
Тетю́щине —  село в Україні, у Валківській міській громаді Богодухівського району Харківської області. Населення становить 141 осіб. До 2020 орган місцевого самоврядування — Баранівська сільська рада.

## Географія
Село Тетющине знаходиться біля залізничної станції Рогівка, примикає до села Рогівка.

## Історія
12 червня 2020 року, розпорядженням Кабінету Міністрів України № 725-р «Про визначення адміністративних центрів та затвердження територій територіальних громад Харківської області», увійшло до складу Валківської міської громади.
19 липня 2020 року, в результаті адміністративно-територіальної реформи та ліквідації Валківського району, село увійшло до складу Богодухівського району.